# Trathala extensor
Trathala extensor là một loài tò vò trong họ Ichneumonidae.